# Daniella Macias
Daniella Macias (La Habana, 11 de marzo de 1982) es una actriz de televisión y modelo cubana.

## Primeros años
Nació en La Habana, Cuba en el año de 1982. Emigró a los Estados Unidos a los 9 años después de vivir en Lima, Perú con sus padres Nirma y Eduardo Macías, director y escritor cubano que trabajó en la televisión hispana en Estados Unidos. Desde niña siempre ha estado rodeada de gente del mundo del teatro, el cine y la televisión, ya que en su casa fue constantemente visitado por personas del mundo del arte. Años más tarde se fue a radicar a los Estados Unidos para convertirse en actriz

## Filmografía

### Televisión
- 2014 - En otra piel...  Susana.[6][7]
- 2015/16 - ¿Quién es quién?... Lupita.[8][9]
- 2018 - Noches con Platanito... Ella misma de invitada[10]
- 2018 - Al otro lado del muro... Frida.[11][12]
- 2018/19 - Amar a muerte... Carla Rojas / Geraldine.[13]

### Cine
- 2015 - La casa vacía... Yordanka[14][15]